# جائزة الأرجنتين الكبرى 1958
جائزة الأرجنتين الكبرى 1958 هو سباق فورمولا 1 أقيم بتاريخ 19 يناير 1958 في بوينس آيرس. كان الأول من أصل 11 في بطولة العالم لسباقات الفورمولا واحد موسم 1958. حلّ البريطاني ستيرلنغ موس أولا بينما جاء الإيطالي لويجي موسو في المركز الثاني وحصل على المركز الثالث البريطاني مايك هاوثورن.

## الترتيب النهائي
| الترتيب | السائق             | النقاط |
| ------- | ------------------ | ------ |
| 1       | ستيرلنغ موس        | 8      |
| 2       | لويجي موسو         | 6      |
| 3       | مايك هاوثورن       | 4      |
| 4       | خوان مانويل فانجيو | 4      |
| 5       | جان بيرا           | 2      |
| المصدر: |                    |        |